# Call on Me (låt av Eric Prydz)
Call on Me är en nu-disco-singel från 2004 av den svenska musikproducenten och DJ:n Eric Prydz. Singeln är baserad på en sampling av Steve Winwoods "Valerie" från 1982. Singeln toppade listor världen över, inte minst i Storbritannien, Tyskland, Irland och Turkiet där singeln nådde förstaplats. Call on Me är känd för sin musikvideo, som innehåller flera kvinnor och en man som utför aerobics på ett sexuellt suggestivt sätt.